# Lepus brachyurus
Lepus brachyurus (Заєць японський) — вид ссавців ряду Зайцеподібні.

## Поширення
Країна проживання: Японія (о. Хонсю, Кюсю, Сікоку). Займає різні місця проживання: від лісів до луків, від низин до субальпійського пояса, хоча частіше зустрічається в низьких гірських і гірських зонах.

## Поведінка
Це нічний вид і живиться в основному ввечері і рано-вранці. Це одиночна тварина, за винятком шлюбного сезону. Трави, кущі та чагарники служать джерелом їжі. 
Може мати 3—5 пологів на рік і 1—4 дитинчат у виводку. Самиці досягають статевої зрілості в 10 місяців і їхній сезон розмноження триває з лютого по липень.

## Морфологічні ознаки
Це червонувато-коричневий заєць з довжиною тіла від 45 до 54 см і масою тіла від 1,3 до 2,5 кг. Хвіст довжиною від 2 до 5 см. Вуха від 6 до 8 см в довжину. У районах на півночі Японії, на західному узбережжі, і острові Садо, де є сильні снігопади, японський заєць втрачає своє забарвлення восени, залишаючись білим до весни, коли червоно-коричневе хутро повертається.